# Kiełbasy (Rozogi)
Kiełbasy (deutsch Kelbassen, 1935 bis 1945 Wehrberg) ist ein kleines Dorf in der polnischen Woiwodschaft Ermland-Masuren und gehört zur Gmina Rozogi (Landgemeinde Friedrichshof) im Powiat Szczycieński (Kreis Ortelsburg).

## Geographische Lage
Kiełbasy liegt in der südlichen Mitte der Woiwodschaft Ermland-Masuren, 18 Kilometer südöstlich der Kreisstadt Szczytno (deutsch Ortelsburg).

## Geschichte
Wann Kelbaßen bei Lipowitz gegründet wurde, ist nicht bekannt. Der Ort Kelbaßen (ohne Zusatz) wurde 1786 erstmals erwähnt. Im Jahre 1824 wirtschafteten in Kelbassen bereits 22 Schatullbauern. Ihre Zahl stieg bis 1841 auf 24.
1874 kam das aus mehreren kleinen Höfen und Gehöften bestehende Dorf zum neu errichteten Amtsbezirk Wilhelmsthal (polnisch Pużary) im ostpreußischen Kreis Ortelsburg.
156 Einwohner zählte Kelbassen im Jahre 1910, 1933 waren es noch 114.
Aufgrund der Bestimmungen des Versailler Vertrags stimmte die Bevölkerung in den Volksabstimmungen in Ost- und Westpreußen am 11. Juli 1920 über die weitere staatliche Zugehörigkeit zu Ostpreußen (und damit zu Deutschland) oder den Anschluss an Polen ab. In Kelbassen stimmten 85 Einwohner für den Verbleib bei Ostpreußen, auf Polen entfielen keine Stimmen.
Am 7. September 1935 änderte das Dorf aus politisch-ideologischen Gründen der Abwehr fremdländisch klingender Ortsbezeichnungen seinen Namen in „Wehrberg“. 1939 belief sich die Einwohnerzahl auf 120.
In Kriegsfolge kam das Dorf 1945 mit dem gesamten südlichen Ostpreußen zu Polen und erhielt die polnische Namensform „Kiełbasy“. Das Dorf ist heute eine Ortschaft innerhalb der Landgemeinde Rozogi (Friedrichshof) im Powiat Szczycieński (Kreis Ortelsburg), bis 1998 der Woiwodschaft Ostrołęka, seither der Woiwodschaft Ermland-Masuren zugehörig. Im Jahre 2011 waren hier 37 Einwohner registriert.

## Kirche
Kelbassen resp. Wehrberg gehörte bis 1945 zur evangelischen Kirche in Lipowitz (1933 bis 1945 Lindenort, polnisch Lipowiec) in der Kirchenprovinz Ostpreußen der Kirche der Altpreußischen Union sowie zur römisch-katholischen Pfarrei in Liebenberg (polnisch Klon) im Bistum Ermland.
Heute ist Kiełbasy wohl weiterhin in die Pfarrei in Klon einbezogen, die jetzt zum Erzbistum Ermland gehört. Die evangelischen Einwohner orientieren sich zur Kirche in Szczytno (Ortelsburg) in der Diözese Masuren der Evangelisch-Augsburgischen Kirche in Polen.

## Verkehr
Kiełbasy liegt ein wenig abseits an einer Nebenstraße, die Radostowo (Radostowen, 1936 bis 1945 Rehbruch) mit Pużary (Gut Wilhelmsthal) verbindet. Eine Anbindung an den Bahnverkehr besteht nicht.